# Ieuan Glan Geirionydd
Ieuan Glan Geirionydd (bardské jméno), vlastním jménem Evan Evans, (20. dubna 1795 – 21. ledna 1855) byl velšský básník. Narodil se ve vesnici Trefriw na severu Walesu. Narodil se do metodistické rodiny. On sám se později stal anglikánským knězem. Docházel do školy v obci Llanrwst. Poté, co byla škola uzavřena, napsal o ní báseň. Zemřel ve městě Rhyl roku 1855.